# Die neunte Expansion
Die neunte Expansion (D9E) ist eine deutsche Science-Fiction-Reihe, die seit 2013 im Wurdack-Verlag erscheint. Die Space Opera ist als Shared Universe angelegt, d. h., die einzelnen Autoren entwickeln jeweils eigene Handlungen, die sich vor einem gemeinsamen Hintergrund entfalten.
Zu den Autoren der ersten Stunde gehörten Dirk van den Boom, Niklas Peinecke, Holger M. Pohl, Nadine Boos, Karla Schmidt und Matthias Falke. Die Serie ist auf 24 Bände ausgelegt und ging 2020 zu Ende.
2018 bis 2019 erschien eine Spin-Off-Reihe unter dem Titel D9E – Der Loganische Krieg im E-Book-Format, unter anderem unter Beteiligung von Stefan Cernohuby, Alessandra Reß, Carmen Capiti und Veronika Bicker, nach einem Grundkonzept von Holger M. Pohl. Jeweils drei Heftromane wurden in Printbänden zusammengefasst. Die Reihe ist daher in drei Sammelbänden erhältlich. Die Ereignisse des Spin-Offs fließen wieder in die Hauptreihe ein.

## Veröffentlichte Bände
- #01: Dirk van den Boom: Eine Reise alter Helden. 2013, ISBN 978-3-95556-010-2.
- #02: Niklas Peinecke: Das Haus der blauen Aschen. 2014, ISBN 978-3-95556-011-9.
- #03: Matthias Falke: Kristall in fernem Himmel. 2013, ISBN 978-3-95556-012-6.
- #04: Nadine Boos: Der Schwarm der Trilobiten. 2013, ISBN 978-3-95556-013-3.
- #05: Dirk van den Boom: Ein Leben für Leeluu. 2013, ISBN 978-3-95556-014-0.
- #06: Niklas Peinecke: Die Seelen der blauen Aschen. 2015, ISBN 978-3-95556-015-7.
- #07: Matthias Falke: Agenten der Hondh. 2015, ISBN 978-3-95556-016-4.
- #08: Holger M. Pohl: Fünf für die Freiheit. 2014, ISBN 978-3-95556-017-1.
- #09: Dirk van den Boom: Der sensationelle Gonwik. 2015, ISBN 978-3-95556-018-8.
- #10: Niklas Peinecke: Die Sonne der Seelen. 2016, ISBN 978-3-95556-019-5.
- #11: Karla Schmidt: Ein neuer Himmel für Kana. 2016, ISBN 978-3-95556-020-1.
- #12: Holger M. Pohl: Im Schatten der Hondh. 2016, ISBN 978-3-95556-021-8.
- #13: Dirk van den Boom: 1713. 2016, ISBN 978-3-95556-122-2.
- #14: Matthias Falke: Hinter feindlichen Linien. 2017, ISBN 978-3-95556-123-9.
- #15: Dirk van den Boom: Das Spingledeck-Gambit. 2017, ISBN 978-3-95556-124-6.
- #16: Holger M. Pohl: Mengerbeben. 2017, ISBN 978-3-95556-125-3.
- #17: Nadine Boos: Tanz um den Vulkan. 2018, ISBN 978-3-95556-126-0.
- #18: Holger M. Pohl: Jene, die sich nicht beherrschen lassen. 2018, ISBN 978-3-95556-127-7.
- #19: Susanne Schnitzler: Tödliche Geheimnisse. 2018, ISBN 978-3-95556-128-4.
- #20: Dirk van den Boom: Tod einer Agentin. 2019, ISBN 978-3-95556-129-1.
- #21: Holger M. Pohl: Ein uralter Plan. 2019, ISBN 978-3-95556-130-7.
- #22: Stefan Cernohuby: Die Geister der Vergangenheit. 2019, ISBN 978-395556-131-4.
- #23: Dirk van den Boom: Ruf der Evocati. 2020, ISBN 978-395556-132-1.
- #24: Holger M. Pohl: Parasit. 2020, ISBN 978-3-95556-133-8.

D9E – Der Loganische Krieg:
- #01: Stefan Cernohuby: Aufstand der Betrogenen. 2018, ISBN 978-3-95556-140-6.
- #02: Alessandra Reß: Die Netze von Nomoto. 2018, ISBN 978-3-95556-141-3.
- #03: Carmen Capiti: Machtwechsel. 2018, ISBN 978-3-95556-142-0.
- #04: Veronika Bicker: Falsches Spiel. 2018, ISBN 978-3-95556-143-7.
- #05: Stefan Cernohuby: Blutige Monde. 2018, ISBN 978-3-95556-144-4.
- #06: Alessandra Reß: Eine Ahnung von Freiheit. 2018, ISBN 978-3-95556-145-1.
- #07: Katherina Ushachov, Stefan Cernohuby: Gefangen im Dilemma. 2018, ISBN 978-3-95556-146-8.
- #08: Veronika Bicker: Zwischen allen Fronten. 2018.
- #09: Stefan Cernohuby: Tabula rasa. 2019, ISBN 978-3-95556-148-2.

- #D9E – Sammelband 1: 2018, ISBN 978-3955561499.
- #D9E – Sammelband 2: 2018, ISBN 978-3955561505.
- #D9E – Sammelband 3: 2019, ISBN 978-3955561512.